# Vologdska oblast
Vologdska oblast (rusko Волого́дская о́бласть) je oblast v Rusiji v Severozahodnem zveznem okrožju. Na severu meji na Arhangelsko oblast, na vzhodu na Kirovsko oblast, na jugu na Ivanovsko in Jaroslaveljsko oblast, na jugozahodu na Tversko in Novgorodsko oblast, na zahodu na Leningrajsko oblast in na severozahodu na republiko Karelijo. Ustanovljena je bila 23. septembra 1937 z razdelitvijo Severne oblasti.
Največje mesto je Čerepovec, upravno središče pa Vologda.